# Liste der Baudenkmäler in Geratskirchen
Auf dieser Seite sind die Baudenkmäler in der niederbayerischen Gemeinde Geratskirchen zusammengestellt. Diese Tabelle ist eine Teilliste der Liste der Baudenkmäler in Bayern. Grundlage ist die Bayerische Denkmalliste, die auf Basis des Bayerischen Denkmalschutzgesetzes vom 1. Oktober 1973 erstmals erstellt wurde und seither durch das Bayerische Landesamt für Denkmalpflege geführt wird. Die folgenden Angaben ersetzen nicht die rechtsverbindliche Auskunft der Denkmalschutzbehörde.

## Baudenkmäler nach Ortsteilen

### Geratskirchen
| Lage                    | Objekt                             | Beschreibung | Akten-Nr.             | Bild           |
| ----------------------- | ---------------------------------- | --- | --------------------- | -------------- |
| Hofmark 9 (Standort)    | Dorfschmiede                       | traufseitiger, verputzter Ziegelbau mit Krüppelwalmdach und Werkstatt-Vorplatz, 1852 erbaut; technische Einrichtungen des 19. und frühen 20. Jahrhundert                                           | D-2-77-122-2 Wikidata | BW             |
| Kirchenweg 2 (Standort) | Katholische Pfarrkirche St. Martin | einschiffiger und geschlämmter Backsteinbau, mit leicht eingezogenem Chor und nordseitigem Turm, spätgotisch, um 1472, Langhauserweiterung 1880, nordseitige Lourdeskapelle 1907; mit Ausstattung. | D-2-77-122-1          | weitere Bilder |

### Deckstatt
| Lage                   | Objekt                            | Beschreibung | Akten-Nr.             | Bild |
| ---------------------- | --------------------------------- | --- | --------------------- | ---- |
| Deckstatt 4 (Standort) | Querstockhaus eines Vierseithofes | offener Backsteinbau mit flach geneigtem Satteldach, über dem Stallteil Ständerbohlenwand, um 1840/50; Stadel, zweitennig, Bundwerk mit großen Andreaskreuzen, mit flach geneigtem Satteldach, Mitte 19. Jahrhundert | D-2-77-122-3 Wikidata | BW   |

### Freineck
| Lage                  | Objekt      | Beschreibung | Akten-Nr.             | Bild |
| --------------------- | ----------- | --- | --------------------- | ---- |
| Freineck 2 (Standort) | Einfirsthof | Wohnteil als zweigeschossiger Blockbau mit flach geneigtem Satteldach, zweite Hälfte 18. Jahrhundert (Wirtschaftsteil 1958 erneuert) | D-2-77-122-4 Wikidata | BW   |

### Großeggenberg
| Lage                       | Objekt                            | Beschreibung | Akten-Nr.             | Bild |
| -------------------------- | --------------------------------- | --- | --------------------- | ---- |
| Großeggenberg 4 (Standort) | Querstockhaus eines Vierseithofes | zweigeschossig gemauert mit Blockbau-Giebel und flach geneigtem Satteldach, erstes Drittel 19. Jahrhundert; bewegliche, bemalte Schablonenfigur an der östlichen Giebelseite, 19. Jahrhundert | D-2-77-122-5 Wikidata | BW   |

### Herrnholz
| Lage                   | Objekt                   | Beschreibung | Akten-Nr.             | Bild |
| ---------------------- | ------------------------ | --- | --------------------- | ---- |
| Herrnholz 6 (Standort) | Ehemaliges Wohnstallhaus | zweigeschossig, mit Blockbau-Giebel und flach geneigtem Satteldach, auf der Ostseite Zierpfette mit Eselskopf, 1. Viertel 19. Jahrhundert | D-2-77-122-7 Wikidata | BW   |

### Leithen
| Lage                 | Objekt      | Beschreibung | Akten-Nr.             | Bild |
| -------------------- | ----------- | --- | --------------------- | ---- |
| Leithen 3 (Standort) | Einfirsthof | Kleinbauernhaus mit Blockbau-Obergeschoss, Traufschrot und flach geneigtem Satteldach, 2. Viertel 19. Jahrhundert | D-2-77-122-8 Wikidata | BW   |

### Schachten
| Lage                | Objekt     | Beschreibung                                                                       | Akten-Nr.              | Bild |
| ------------------- | ---------- | ---------------------------------------------------------------------------------- | ---------------------- | ---- |
| Bergfeld (Standort) | Hofkapelle | neugotischer Backsteinbau mit halbrundem Schluss, bezeichnet 1875; mit Ausstattung | D-2-77-122-10 Wikidata | BW   |

### Wiesen
| Lage                | Objekt | Beschreibung | Akten-Nr.              | Bild |
| ------------------- | ------ | --- | ---------------------- | ---- |
| Wiesen 1 (Standort) | Remise | mit Traufschrot, Ständerbohlen-Bundwerk und flach geneigtem Satteldach, 1. Viertel 19. Jahrhundert; Stadel, eintennig, mit Ständerbohlen-Bundwerk und flach geneigtem Satteldach, gleichzeitig; Stallstadel, gemauertes Erdgeschoss und Bundwerk-Obergeschoss, 2. Viertel 19. Jahrhundert | D-2-77-122-11 Wikidata | BW   |

### Wolfersegg
| Lage                    | Objekt        | Beschreibung | Akten-Nr.              | Bild |
| ----------------------- | ------------- | --- | ---------------------- | ---- |
| Wolfersegg 1 (Standort) | Querstockhaus | Wohnstallhaus eines Vierseithofes, unverputzter Backsteinbau, mit flach geneigtem Satteldach, bezeichnet 1867, wohl älterer Kernbau als Stockhaus; Nordflügel, Remise mit Ständerbohlenkonstruktion, teilweise gemauert, 3. Viertel 19. Jahrhundert | D-2-77-122-12 Wikidata | BW   |

### Zwecksberg
| Lage                       | Objekt                                | Beschreibung | Akten-Nr.     | Bild |
| -------------------------- | ------------------------------------- | --- | ------------- | ---- |
| Nähe Zwecksberg (Standort) | Katholische Filialkirche St. Nikolaus | einschiffiger spätromanischer Bau mit rechteckigem Chor, im Kern 2. Hälfte 13. Jahrhundert, Westdachreiter von 1855; mit Ausstattung | D-2-77-122-13 | BW   |